# Kalev (przedsiębiorstwo)
AS Kalev – estońskie przedsiębiorstwo specjalizujące się w produkcji wyrobów cukierniczych. Należy do koncernu Orkla.  
Poprzedniczka firmy została założona w 1806 roku w Tallinnie przez Lorenza Cavietzela. W 1864 roku przedsiębiorstwo nabył bałtycki Niemiec Georg Johan Strude, który w 1874 roku na jej potrzeby nabył najstarszą estońską kawiarnię Maiasmokk znajdującą się na tallińskiej starówce. Firma specjalizowała się w wyrobie marcepanu (szczególnie marcepanowych figurek) i pralin, a do jej klientów należał carski dwór. W dwudziestoleciu międzywojennym (wówczas pod nazwą Kawe) firma zatrudniała ponad 75% pracowników estońskiego sektora cukierniczego; swoje produkty eksportowała na kilka kontynentów. Po włączeniu Estonii do Związku Radzieckiego przedsiębiorstwo zostało znacjonalizowane i włączone do państwowego przedsiębiorstwa Kalev. W 1995 roku Kalev został sprywatyzowany. Firma specjalizuje się w produkcji czekolad, cukierków, ciastek, drażetek, pralin i wyrobów marcepanowych.